# Гай Цейоний Руфий Волузиан Лампадий
Гай Цейоний Руфий Волузиан Лампадий (на латински: Gaius Caeionius Rufius Volusianus Lampadius) е политик на Римската империя през 4 век.

## Биография
Произлиза от фамилията Цейонии, от която са и императорите Луций Елий и Луций Вер. Син е на Цейоний Руфий Албин (консул 335 г., praefectus urbi на Рим през 335 – 337 г.) и Лампадия (* 295 г.). Внук е на Гай Цейоний Руфий Волузиан (преториански префект 309/310 г., praefectus urbi на Рим 310 – 311 г. и 313 – 315 г. и консул 311 г. и 314 г.) и съпругата му Нумия Албина, дъщеря на Марк Нумий Сенецио Албин (консул 263 г.) и роднина на Дидий Юлиан (император 193 г.).
През последната година на управлението на Константин Велики той е претор през 337 г. Става преториански префект на Галия през 354 и 355 г. на мястото на Вулкаций Руфин. Избран е за praefectus urbi на Рим през 365 – 366 г.
Женен е за Цецина Лолиана (Caecina Lolliana), която е жреца на Изида. Синът им Цейоний Руфий Албин e praefectus urbi 389 – 391 г. Дядо е на Руфий Антоний Агрипий Волузиан (praefectus urbi през 417 – 418).
Домът му се намирал близо до термите на Константин (Thermae Constantinianae), на Collis Salutaris на хълма Квиринал.